# ترا سانتا آگرو
ترا سانتا آگرو (انگلیسی: Terra Santa Agro) شرکت کشاورزی برزیلی است، که در سال ۲۰۰۳ تأسیس شد.